# Divisiones Regionales de la Región de Murcia 1987-88
Las divisiones regionales de fútbol son las categorías de competición futbolística de más bajo nivel en España, en las que participan deportistas aficionados, no profesionales. En la Región de Murcia su administración corre a cargo de las Real Federación de Fútbol de la Región de Murcia. Inmediatamente por encima de estas categorías estaba la Tercera División española.
En la temporada 1987-1988 las divisiones regionales se dividen en Tercera División Autonómica, Regional Preferente, Primera Regional y Segunda Regional.
Los cambios en el Grupo XIII de Tercera División que hubo esos años, provocados por la salida de los equipos albaceteños y alicantinos a los grupos de sus respectivas federaciones territoriales, desembocaron en una confrontación entre algunos clubes de la Región y la Federación de Fútbol de la Región de Murcia. Estos clubes se pusieron de acuerdo y crearon su propia competición paralela que se denominó Tercera División Autonómica; esta categoría fue efímera y sin consecuencias clasificatorias para sus integrantes.
Los clubes que ascienden al grupo XIII de Tercera División son los primeros clasificadfos de Regional Preferente. Esta categoría se amplía a dos grupos la temporada siguiente.

## Tercera División Autonómica

### Clasificación
|  |     | Equipos de fútbol         | PJ | G  | E | P  | GF | GC | Dif | Pts |
|  | --- | ------------------------- | -- | -- | - | -- | -- | -- | --- | --- |
|  | 1.  | AD La Manga               | 18 | 13 | 3 | 2  | 41 | 11 | +30 | 29  |
|  | 2.  | Cehegín CF                | 18 | 9  | 5 | 4  | 22 | 10 | +12 | 23  |
|  | 3.  | Atlético Cabezo de Torres | 18 | 9  | 5 | 4  | 20 | 16 | +4  | 23  |
|  | 4.  | CD Algar                  | 18 | 8  | 4 | 6  | 30 | 23 | +7  | 20  |
|  | 5.  | Jumilla CF                | 18 | 7  | 5 | 6  | 25 | 23 | +2  | 19  |
|  | 6.  | CD Bullense               | 18 | 8  | 3 | 7  | 21 | 19 | +2  | 19  |
|  | 7.  | Calasparra CF             | 18 | 6  | 2 | 10 | 16 | 24 | -8  | 14  |
|  | 8.  | Caravaca CF               | 18 | 6  | 2 | 10 | 21 | 32 | -11 | 14  |
|  | 9.  | CF Javalí Nuevo           | 18 | 4  | 4 | 10 | 19 | 33 | -14 | 12  |
|  | 10. | Mazarrón CF               | 18 | 3  | 1 | 14 | 13 | 39 | -26 | 5   |

Pts = Puntos; PJ = Partidos Jugados; G = Partidos Ganados; E = Partidos Empatados; P = Partidos Perdidos; GF = Goles Anotados; GC = Goles Recibidos

## Regional Preferente

### Clasificación
|  |     | Equipos de fútbol    | PJ | G  | E  | P  | GF  | GC  | Dif  | Pts |
|  | --- | -------------------- | -- | -- | -- | -- | --- | --- | ---- | --- |
|  | 1.  | Abarán CF            | 34 | 26 | 5  | 3  | 114 | 26  | +88  | 57  |
|  | 2.  | AD Mar Menor         | 34 | 22 | 8  | 4  | 84  | 31  | +53  | 52  |
|  | 3.  | CD Barea             | 34 | 22 | 6  | 6  | 65  | 19  | +46  | 50  |
|  | 4.  | CD Roldán            | 34 | 19 | 12 | 3  | 71  | 25  | +46  | 50  |
|  | 5.  | Barinas CF           | 34 | 17 | 9  | 8  | 55  | 34  | +21  | 43  |
|  | 6.  | Recreativo Patiño    | 34 | 18 | 5  | 11 | 60  | 43  | +17  | 41  |
|  | 7.  | Archena CF           | 34 | 14 | 12 | 8  | 63  | 34  | +29  | 40  |
|  | 8.  | Moratalla CF         | 34 | 17 | 4  | 13 | 55  | 44  | +11  | 38  |
|  | 9.  | Deportiva Minera     | 34 | 14 | 8  | 12 | 61  | 62  | -1   | 36  |
|  | 10. | Sucina CF            | 34 | 14 | 6  | 14 | 62  | 53  | +9   | 34  |
|  | 11. | AD Sangonera la Seca | 34 | 8  | 17 | 9  | 57  | 61  | -4   | 33  |
|  | 12. | Alcantarilla CF      | 34 | 11 | 6  | 17 | 44  | 75  | -31  | 28  |
|  | 13. | AD San Miguel        | 34 | 9  | 5  | 20 | 34  | 86  | -52  | 23  |
|  | 14. | CD Cieza Promesas    | 34 | 8  | 6  | 20 | 56  | 69  | -13  | 22  |
|  | 15. | Algezares CF         | 34 | 7  | 7  | 20 | 41  | 74  | -33  | 21  |
|  | 16. | CF Albudeite         | 34 | 6  | 9  | 19 | 41  | 87  | -460 | 19  |
|  | 17. | UD La Copa           | 34 | 2  | 8  | 24 | 35  | 92  | -57  | 12  |
|  | 18. | El Palmar CF         | 34 | 3  | 5  | 26 | 23  | 106 | -83  | 11  |

Pts = Puntos; PJ = Partidos Jugados; G = Partidos Ganados; E = Partidos Empatados; P = Partidos Perdidos; GF = Goles Anotados; GC = Goles Recibidos
|  | Asciende a Tercera División  |
|  | Desciende a Primera Regional |

## Primera Regional

### Clasificación
|  |     | Equipos de fútbol  | PJ | G  | E  | P  | GF | GC | Dif | Pts |
|  | --- | ------------------ | -- | -- | -- | -- | -- | -- | --- | --- |
|  | 1.  | Lorca Promesas CF  | 30 | 22 | 2  | 6  | 82 | 28 | +54 | 46  |
|  | 2.  | Beniaján CF        | 30 | 18 | 6  | 6  | 68 | 37 | +31 | 42  |
|  | 3.  | Alguazas CF        | 30 | 16 | 9  | 5  | 58 | 33 | +25 | 41  |
|  | 4.  | CD Los Garres      | 30 | 16 | 8  | 6  | 52 | 29 | +23 | 40  |
|  | 5.  | Ulea               | 30 | 12 | 10 | 8  | 46 | 38 | +8  | 34  |
|  | 6.  | AD Fortuna         | 30 | 13 | 8  | 9  | 50 | 42 | +8  | 34  |
|  | 7.  | Muleño CF          | 30 | 13 | 8  | 9  | 53 | 37 | +16 | 34  |
|  | 8.  | Fuente Álamo CF    | 30 | 14 | 5  | 11 | 35 | 31 | +4  | 33  |
|  | 9.  | CD Plus Ultra      | 30 | 13 | 7  | 10 | 41 | 37 | +4  | 33  |
|  | 10. | CD Juvenia         | 30 | 11 | 4  | 15 | 44 | 72 | -28 | 26  |
|  | 11. | Jumilla Atlético   | 30 | 10 | 3  | 17 | 42 | 56 | -14 | 23  |
|  | 12. | CD Balsicas        | 30 | 7  | 9  | 14 | 34 | 47 | -13 | 23  |
|  | 13. | Sangonera Atlético | 30 | 9  | 5  | 16 | 51 | 63 | -12 | 23  |
|  | 14. | CD Levante         | 30 | 6  | 9  | 15 | 35 | 60 | -25 | 21  |
|  | 15. | CF Avileses        | 30 | 4  | 4  | 20 | 32 | 70 | -38 | 16  |
|  | 16. | CD Bala Azul       | 30 | 4  | 3  | 23 | 36 | 79 | -43 | 9   |

Pts = Puntos; PJ = Partidos Jugados; G = Partidos Ganados; E = Partidos Empatados; P = Partidos Perdidos; GF = Goles Anotados; GC = Goles Recibidos
|  | Asciende a Regional Preferente |

## Segunda Regional

### Clasificación
|  |     | Equipos de fútbol     | PJ | G  | E | P  | GF | GC  | Dif | Pts |
|  | --- | --------------------- | -- | -- | - | -- | -- | --- | --- | --- |
|  | 1.  | AD Las Palas          | 30 | 20 | 6 | 4  | 71 | 28  | +43 | 46  |
|  | 2.  | CD Cuevas de Reyllo   | 30 | 17 | 6 | 7  | 55 | 24  | +31 | 40  |
|  | 3.  | CD Zeneta             | 30 | 17 | 6 | 7  | 59 | 26  | +33 | 40  |
|  | 4.  | Cobatillas CF         | 30 | 15 | 9 | 6  | 66 | 37  | +29 | 39  |
|  | 5.  | CD Pliego             | 30 | 17 | 5 | 8  | 52 | 39  | +13 | 39  |
|  | 6.  | Villanueva            | 30 | 15 | 8 | 7  | 69 | 36  | +33 | 38  |
|  | 7.  | CD Dolores de Pacheco | 30 | 17 | 3 | 10 | 76 | 43  | +33 | 37  |
|  | 8.  | AD Los Alcázares      | 29 | 15 | 5 | 9  | 45 | 30  | +15 | 35  |
|  | 9.  | CF Santomera "B"      | 30 | 11 | 7 | 12 | 67 | 56  | +11 | 29  |
|  | 10. | Campos del Río CD     | 30 | 13 | 3 | 14 | 59 | 59  | 0   | 29  |
|  | 11. | Huracán CF            | 30 | 12 | 5 | 13 | 62 | 62  | 0   | 29  |
|  | 12. | Pinatar CF            | 30 | 6  | 8 | 16 | 39 | 79  | -40 | 20  |
|  | 13. | Abanilla              | 29 | 8  | 2 | 19 | 51 | 76  | -25 | 16  |
|  | 14. | AD Albujón            | 29 | 5  | 4 | 20 | 39 | 67  | -28 | 14  |
|  | 15. | CN Teleser            | 30 | 5  | 1 | 24 | 31 | 100 | -69 | 11  |
|  | 16. | UD Cañada Gallego     | 29 | 4  | 4 | 21 | 32 | 101 | -69 | 8   |

Pts = Puntos; PJ = Partidos Jugados; G = Partidos Ganados; E = Partidos Empatados; P = Partidos Perdidos; GF = Goles Anotados; GC = Goles Recibidos
|  | Asciende a Primera Regional |